# Subsumpce
Subsumpce označuje logickou operaci, podřazení zjištěné skutkové podstaty pod odpovídající právní normu. Je součástí aplikace práva a na tom, jak přiléhavě bude zvolená právní norma, neboli skutková podstata zákonná, odpovídat tomu, co se událo a co bylo prokázáno, tedy existující skutkové podstatě, závisí, jak správná daná aplikace bude a tedy jak správné rozhodnutí bude vyneseno.
Např. prokázaná skutečnost, že někdo úmyslně usmrtí jiného, se subsumuje pod právní normu vyjádřenou v § 140 trestního zákoníku, čímž je rozhodnuto, že byl spáchán trestný čin vraždy. Pokud by ale k usmrcení došlo sice také úmyslně, nicméně v silném a právně odůvodněném rozrušení, bylo by nutné daný čin podřadit pod právní normu obsaženou v § 141 trestního zákoníku, takže by šlo o trestný čin zabití.